# Brothers & Sisters (Гриффины)
Brothers & Sisters («Братья и Сестры») — пятнадцатый эпизод девятого сезона мультсериала «Гриффины», премьера которого состоялась 17 апреля 2011 года на канале FOX.

## Сюжет
Кэрол рассказывает Лоис по телефону, о том, что её бросил девятый муж и она находится в депрессии. Кэрол приезжает в гости к Гриффинам и Лоис пытается успокоить её. Мэр Адам Вест также приходит к Гриффинам во время его хулиганства — он звонит в дверь и убегает. Познакомившись и узнав, что у них есть много общего, Кэрол и Адам идут на свидание, где, на пляже, происходит их первый поцелуй. Когда они возвращаются в дом к Гриффинам, Адам просит у Кэрол руки и сердца и она принимает его предложение. Питер был очень обрадован решением Адама, так как Вест фактически становится его законным братом.
Учитывая недавнее расставание Кэрол с мужем, Лоис не очень рада такому скорому решению Кэрол снова выйти замуж. Она уговаривает её пригласить Адама на ужин, а сама на этот ужин приводит её бывших мужей, чтобы доказать, что будущий брак Кэрол будет таким же несчастным и что вскоре они с Вестом разойдутся, а Кэрол опять впадёт в депрессию. Окончательно убедившись в этом, Кэрол отвергает предложение Адама, и убегает, оставив Веста крайне расстроенным. Из-за разрыва отношений с Кэрол Адам решает улететь на Аляску и стать там эскимосом. Кроме того, Питер сердится на Лоис за то, что она забрала у него законного брата, и объясняет, что Кэрол должна выйти замуж за Адама, потому что его пару с Лоис тоже изначально не считали идеальной парой. Лоис сожалеет о её решении предотвратить отношения Кэрол(так как если бы не советы Кэрол, Лоис и Питер не были парой официально). Она, Питер и Кэрол приезжают в аэропорт Куахога сразу после того, как Адам купил билет, только будет уже слишком поздно, так как его самолет взлетел. Питер обнаруживает, что пилот этого рейса — Куагмир, и после его удачной выходки, Гленн поворачивает назад. Адаму в первые секунды кажется, что он прилетел на Аляску. Кэрол и Адам воссоединяются и вскоре играют свадьбу в церкви.